# Người suy tư
Người suy tư (tiếng Pháp: Le penseur) là một tác phẩm điêu khắc bằng đồng của Auguste Rodin, thường được đặt trên bệ đá.

## Lịch sử

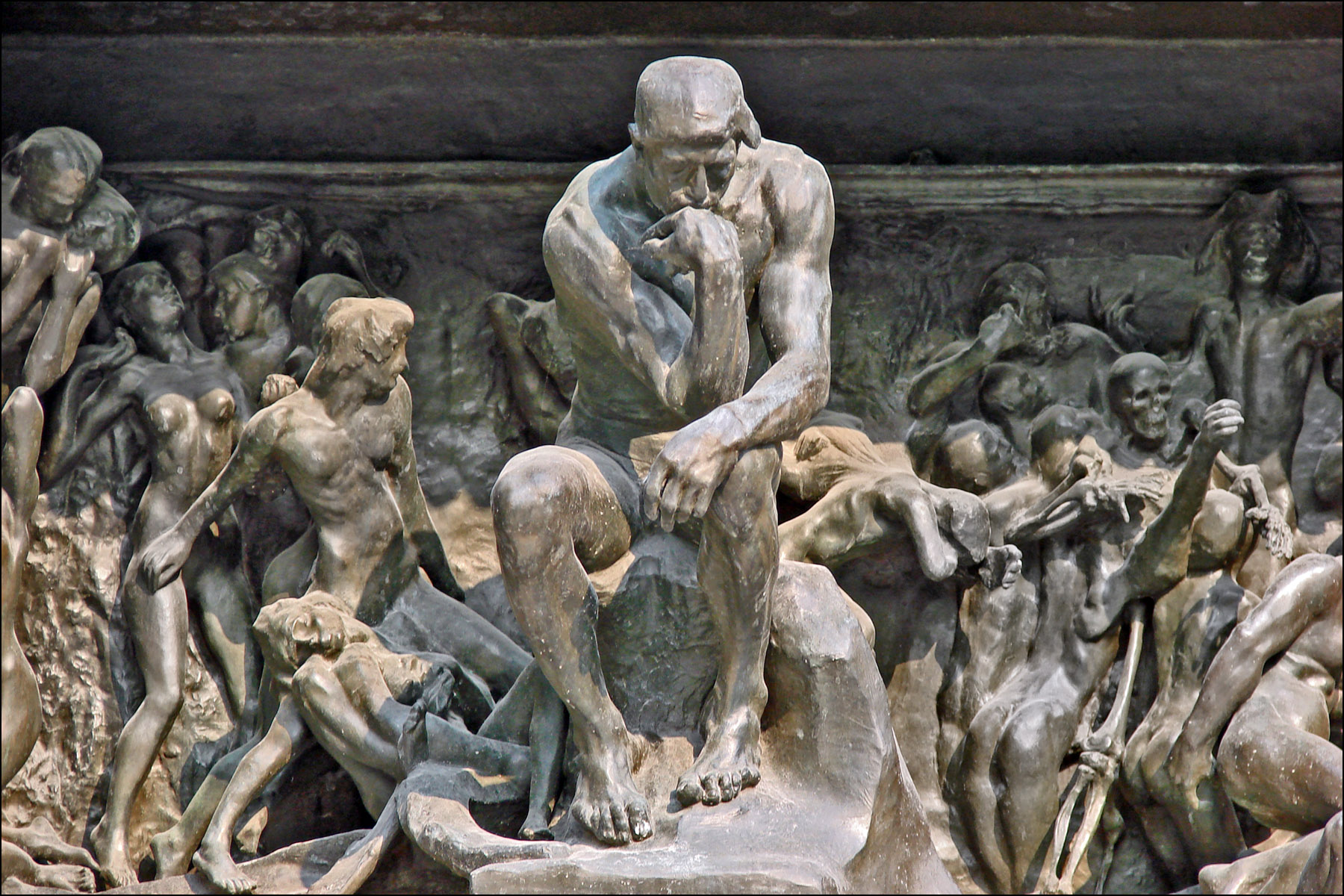
Người suy tư trong Cổng địa ngục tại bảo tàng Rodin.

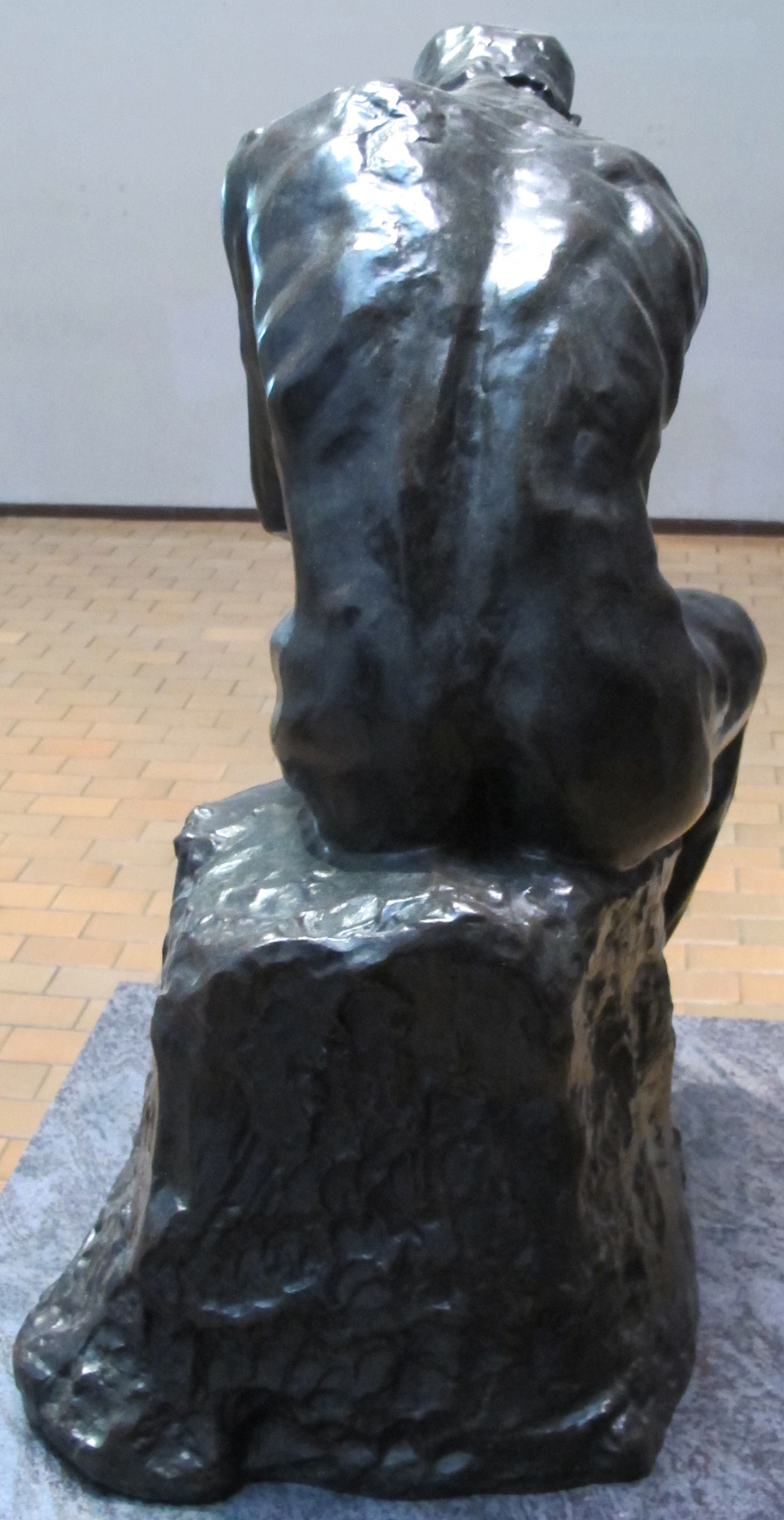
Nhìn từ sau, Tokyo.

Ban đầu, điêu khắc gia đã định đặt tác phẩm là Thi nhân (tiếng Pháp: Le poète), nhưng trong quá trình triển lãm, các nhà sưu tập đã đặt tên mới là Người suy tư.
Đây là một phần của một đơn đặt hàng lớn từ năm 1880 cho một bộ các tác phẩm điêu khắc bao quanh ngưỡng cửa được gọi là Cổng Địa ngục. Rodin lấy cảm hứng từ Thần khúc của thi sĩ Dante Alighieri, và hầu hết các nhân vật trong tác phẩm đại diện cho các nhân vật chính trong bài thơ với Người suy tư ở vị trí trung tâm của bố cục trên ô cửa và có phần lớn hơn hầu hết các nhân vật khác.
Một số nhà phê bình tin rằng ban đầu nó được dùng để miêu tả chính Dante ở cổng Địa ngục, ngẫm về bài thơ mới. Các nhà phê bình khác bác bỏ giả thuyết đó, chỉ ra rằng nhân vật khỏa thân trong khi Dante mặc quần áo đầy đủ trong suốt bài thơ của mình, và vóc dáng của tác phẩm điêu khắc không tương ứng với hình dáng của Dante. Tác phẩm điêu khắc khỏa thân, bởi Rodin muốn thể hiện tính phổ cập và nhân tính của quá trình tư duy.
Để "đối ứng" với cổng chính Nhà rửa tội Thánh Gioan (Battistero di San Giovanni) ở Firenze mà sự tuyệt hảo của điêu khắc đã khiến Michelangelo phải đặt tên là Cổng thiên đàng, Rodin đã lấy cảm hứng từ phần 1 của Thần khúc mang tên Địa ngục đặt cho tác phẩm của mình: Cổng địa ngục (Porte de l'Enfer).
Chi tiết này từ Cổng địa ngục lần đầu tiên được đặt tên là Người suy tư bởi những người thợ đúc, họ nhận thấy sự tương đồng của nó với bức tượng Il Pensieroso (Người suy tư) về Lorenzo de Medici của Michelangelo, và Rodin quyết định coi bức tượng này là một tác phẩm độc lập có kích thước lớn hơn. Bức tượng được thiết kế để được nhìn từ dưới lên và thường được hiển thị trên một giá đỡ khá cao, mặc dù chiều cao khác nhau đáng kể do các chủ sở hữu khác nhau lựa chọn.
Rodin sản xuất phiên bản thạch cao nhỏ đầu tiên vào khoảng năm 1881. Mô hình quy mô đầy đủ đầu tiên được giới thiệu tại Salon des Beaux-Arts ở Paris vào năm 1904. Một dịch vụ trả phí định kỳ công đã tài trợ cho việc đúc đồng vào năm 1906, nơi trở thành tài sản của Thành phố Paris, và được đặt trước Điện Panthéon. Vào năm 1922, nó được chuyển đến khách sạn Hôtel Biron (tiền thân của  Bảo tàng Rodin ngày nay).
Một bản đúc bằng đồng của bức tượng này nằm ở phía trước Grawemeyer Hall trong khuôn viên Đại học Louisville Belknap ở Louisville, Kentucky. Nó được sản xuất tại Paris và lần đầu tiên được trưng bày tại Hội chợ Thế giới St. Louis vào năm 1904, sau đó được trao cho thành phố. Tác phẩm điêu khắc này là vật đúc duy nhất được tạo ra bằng phương pháp đúc sáp bị mất.

## Ảnh hưởng
Người suy tư được đúc thành nhiều phiên bản ở khắp thế giới, nhưng lịch sử của quá trình phát triển từ mô hình đến giai đoạn đúc vẫn không hoàn toàn rõ ràng. Khoảng 28 bản đúc bằng đồng có kích thước bằng người thật được đặt trong các viện bảo tàng và các địa điểm công cộng. Ngoài ra, còn có các tác phẩm điêu khắc với các quy mô nghiên cứu khác nhau và các phiên bản thạch cao (thường được sơn màu đồng) ở cả kích thước hoành tráng và nghiên cứu. Một số bản đúc mới hơn đã được sản xuất sau khi tác giả qua đời và không được coi là một phần của đợt sản xuất gốc.
Trong phim Đại độc tài có cảnh nhân vật Adenoid Hynkel cưỡi xe hơi qua bức tượng Venus và Người suy tư đều giơ tay chào kiểu phát xít.